# Irwin (Missouri)
Irwin – jednostka osadnicza w Stanach Zjednoczonych, w stanie Missouri, w hrabstwie Barton.